# عادل زوراق
عادل زوراق (بالإنجليزية: Adil Zourak)‏ هو حكم كرة قدم مغربي من مواليد 25 أغسطس 1978، عُيّن ليكون ضمن الحكام المساعدين بواسطة تقنية الفيديو في كأس العالم 2022.